# 흑양
흑양(黑楊. Populus nigra)은 유럽, 서남아시아 및 중앙아시아, 서북아프리카가 원산인 사시나무속 아이게이로스절(Aigeiros)의 모식종이다.

## 특징 및 생태
흑양은 중대형 낙엽 교목으로 높이가 20~30m에 달하고 수고가 40m에 이른다. 잎은 다이아몬드 모양 또는 삼각형이고 길이는 5~8cm이다. 폭은 6~8cm이고 잎의 양면이 녹색이다. 보통 원줄기의 흉고직경은 1.5m DBH이나 프랑스의 일부 특이 개체목의 경우 훨씬 더 두꺼운 흉고를 가질 정도로 오래되었다.
흑양은 자웅이주이며, 꼬리 형태(catkin)로 꽃차례가 길게 늘어지고 풍매수분에 의존한다. 흑양은 물을 좋아하는 습성이 있어 습한 저지대에 서식한다. 대부분의 다른 개척종과 마찬가지로 속성수(빠르게 자라는 나무)인 것이 특징이며 개활지에서 빠르게 활착이 가능하다.

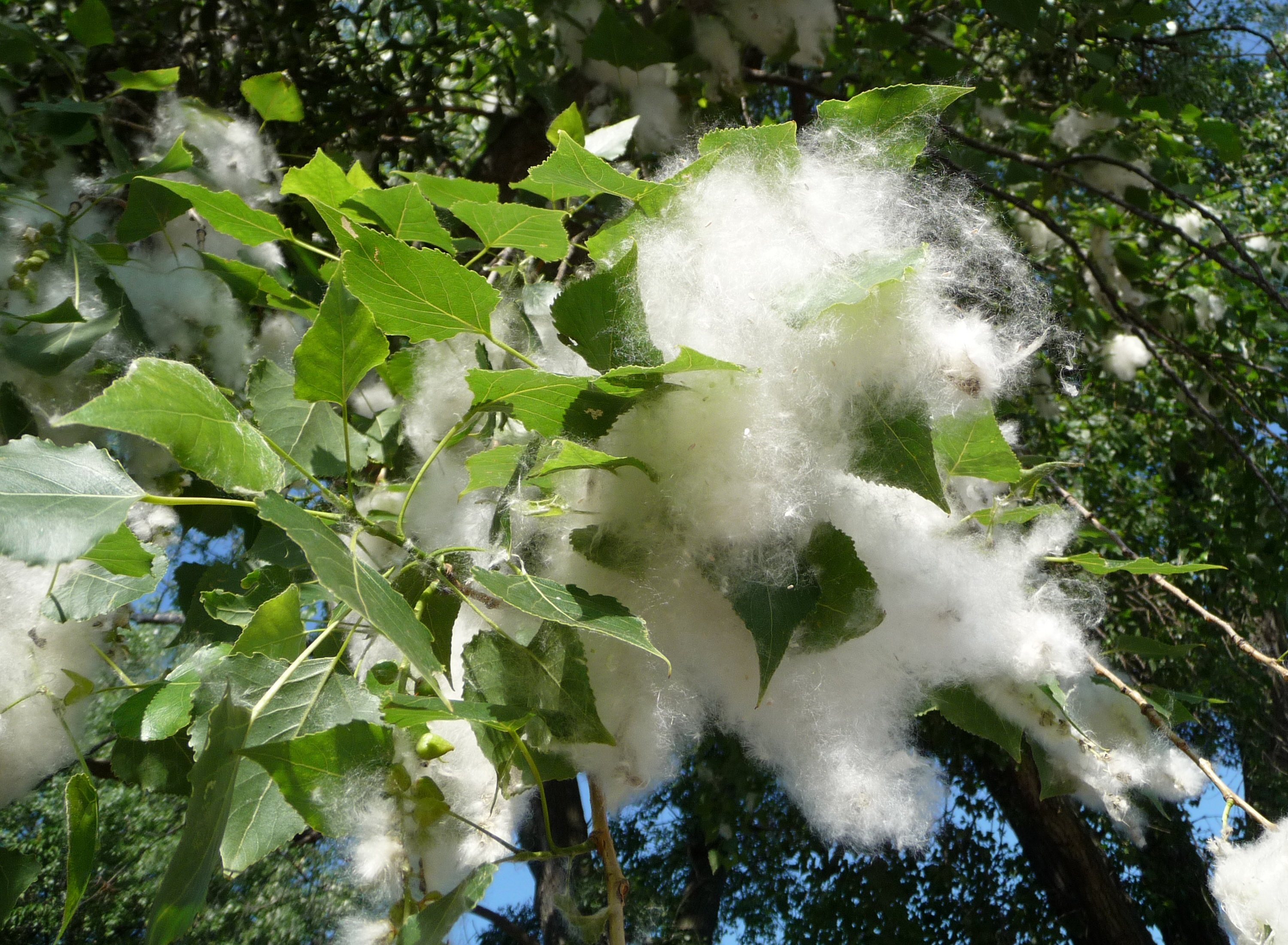
흑양 종자 다발

### 아종
아종이 세 종 있으며 일부 식물학자들은 네 번째 아종을 따로 두기도 한다.
- 흑양(P.n. subsp. nigra): 유럽 중부와 동부가 원산지이다. 잎과 순에는 털이 없다. 수피는 회갈색이고 두껍고 주름이 있다.

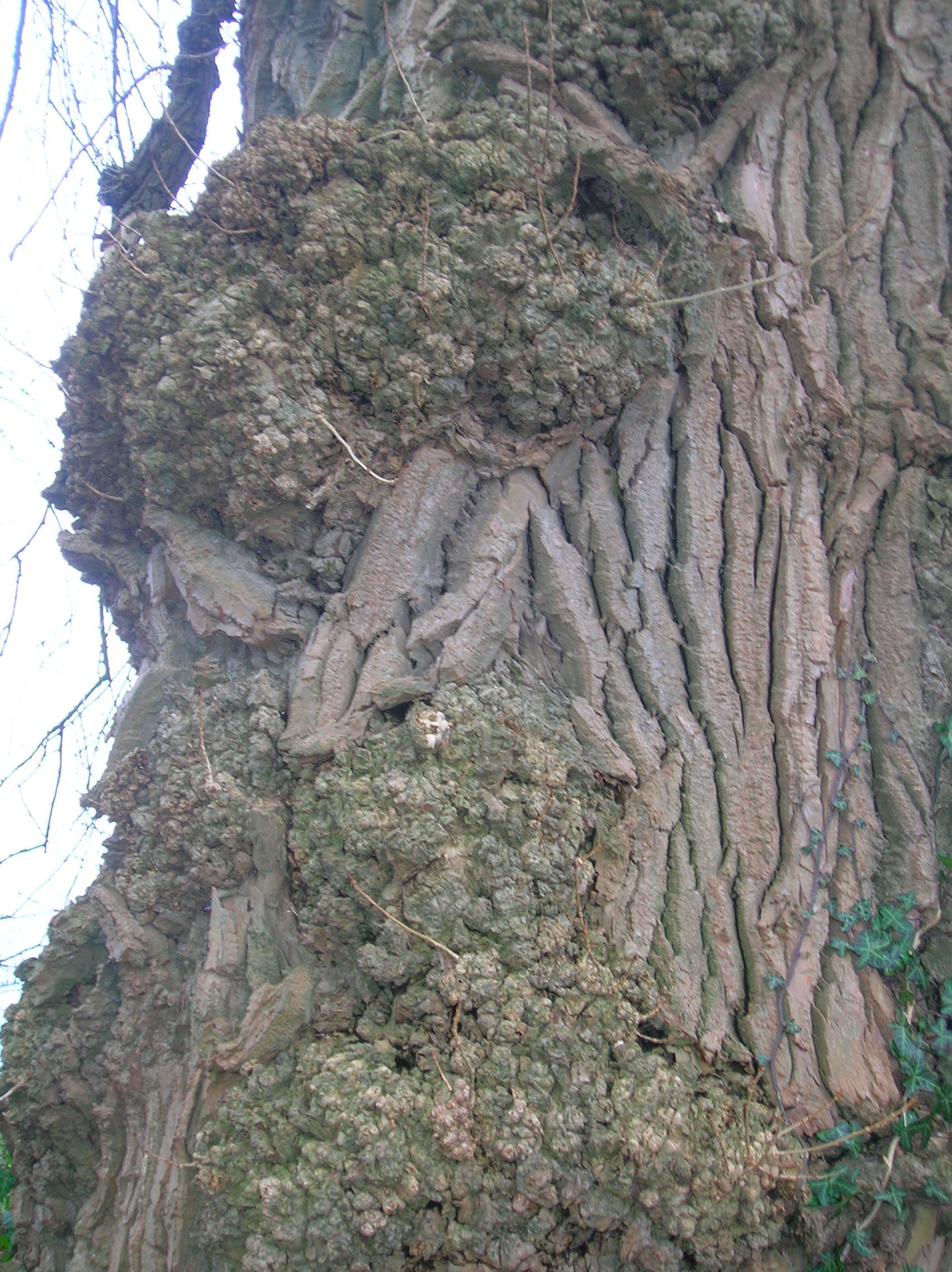
스코틀랜드 에어셔에 있는 흑양(베툴리폴리아 아종)의 수피와 거스러미.

- P.n. subsp betulifolia (Pursh) W.Wettst. 서유럽( 프랑스, 영국, 아일랜드)이 원산지이다. 잎맥과 새순은 가늘은 솜털 모양이다. 수피는 회갈색이고, 두껍고 고랑이 있으며, 종종 두꺼운 거스러미가 있다. 원줄기는 종종 심하게 기울어져 있다.
- P.n. subsp caudina (10.) Bugała. 지중해가 원산지이다. 서남아시아도 포함된다. var. afganica의 경우에는 불분명하다.
- P.n. var. afganica Aitch. & Hemsl. (동종이명 P. n. var. thevestina (Dode) Bean). 서남아시아가 원산지이다. 많은 식물학자들이 P. nigra의 품종으로 간주하였고,[6] 다른 식물학자들은 별개의 종인 P. afghanica 로 취급하고 있다.[7] 껍질은 매끄럽고 겅과 순이 거의 흰색이다. caudina 아종은 잎과 순이 하얗다. (아래의 품종 참조).

아종 P.n. betulifolia는 영국과 아일랜드에서 가장 희귀한 수종 중 하나이며, 약 7,000그루의 나무만이 서식 중이며, 그 중 암그루로 확인된 나무는 약 600그루 뿐이다.

### 재배품종
여러 재배품종이 교배되어 왔다. 품종은 삽목 재배로 손쉽게 번식이 가능하다.
- ‘Italica’는 17세기 이탈리아 북부 롬바르디아에서 교배한 진짜 양버들(Lombardy poplar)이다. 이 나무의 성장은 매우 좁은 수관을 형성하는 빗자루 수형을 보이고 있다. 지중해 지역이 원산지이며 덥고 건조한 여름에 적응하고 습한 환경에서는 잘 자라지 않으며 곰팡이병으로 인해 수명이 짧다. 수그루 복제 개체이다.[11] 약 40~50년이 지나면 가지가 떨어지기 시작하고 강풍에 휩쓸릴 가능성이 매우 높으며, 일렬로 나열된 나무는 각각 이웃 나무를 노출시켜 도미노 효과를 만들어 낸다.

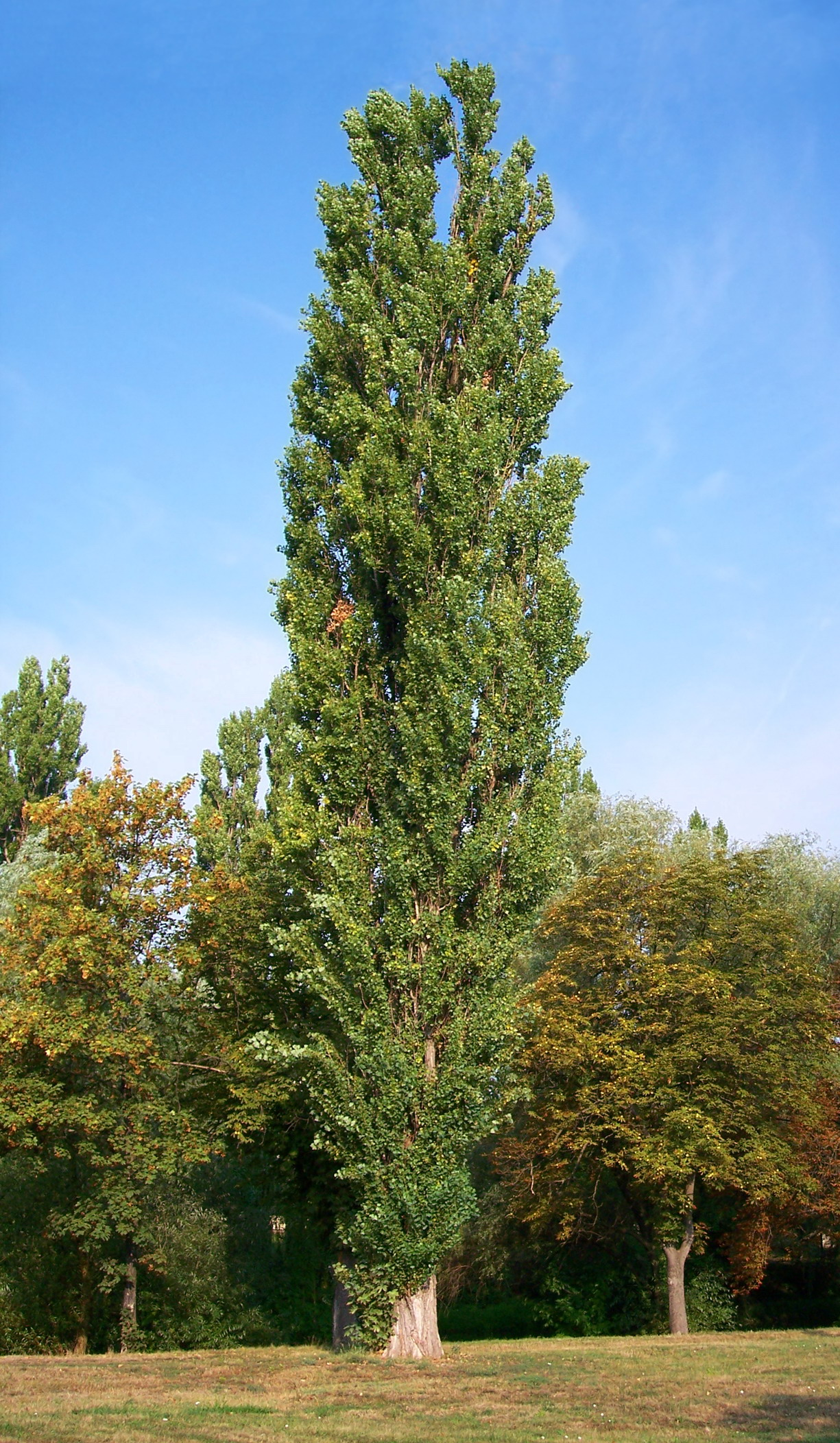
헝가리의 Plantierensis 그룹에 속하는 빗자루 형태의 흑양 재배종.

- Plantierensis 그룹의 복제품종은 P. nigra ssp. betulifolia와 Italica를 교배하여 나온 교잡품종이다. 1884년 프랑스 메츠 근처 Plantières 보육원에 있는  Italica 품종과 헷갈릴 정도로 종종 오해받는다. 이 품종은 수관이 약간 더 넓고, 양버들이 잘 자라지 않는 북서부 유럽의 시원하고 습한 기후에 더 잘 적응한다. 수그루와 암그루 복제품종 모두 생장한다. 이것은 영국과 아일랜드에서 양버들이라는 이름으로 가장 많이 재배하는 나무이기도 하다.[11]
- 'Manchester'는 P. nigra subsp..betulifolia의 재배품종으로 잉글랜드 북서부에 널리 심어져 있는데, 수그루 복제품종만 존재하며 현재 포플러류 더뎅이병으로 인해 심각한 위협을 받고 있다.[12][13]
- 'Gigantea'는 기원이 알려지지 않은 또 다른 원추형 복제체로 'Italica'보다 더 넓고 강세한 수관을 가지고 있다. 암그루 복제품종이다.[11]
- 'Afghanica'(동의어 'Thevestina'): 전부는 아니지만 대부분의 표본이 단일 복제체이므로 많은 식물학자들은 이를 식물 품종이 아닌 다른 품종으로 취급한다. 이는 'Italica'와 유사하지만 눈에 띄는 흰색 수피를 가지고 있으며 단단하다. 암그루 복제품종이라는 점에서도 'Italica'와 다르다. 이것은 오스만 제국 시대에 서남아시아로 도입되었으며 동남유럽(발칸 반도)에서도 흔히 보이는 사시나무류이다.[11]

Populus nigra 'Italica'는 왕립원예협회(Royal Horticultural Society)의 정원공로상(Award of Garden Merit)을 수상했다.

## 분포
흑양은 유럽 전역에 넓게 자리하고 있으며 북아프리카와 중앙아시아 및 서아시아에서도 발견된다. 분포 지역은 위도 약 64° 즈음에서 지중해 남부~북부 사이에 위치하고 있고, 서쪽의 브리튼 제도에서 동쪽의 카자흐스탄 과 중국에까지 이른다. 분포 지역에는 코카서스와 중동의 대다수 지역도 포함된다.